# Chlorostilbon
Chlorostilbon és un gènere d'ocells de la subfamília dels troquilins (Trochilinae) dins la família dels troquílids (Trochilidae).

## Taxonomia
Segons la Classificació del Congrés Ornitològic Internacional (versió 14.1, 2024) aquest gènere està format per 10 espècies:

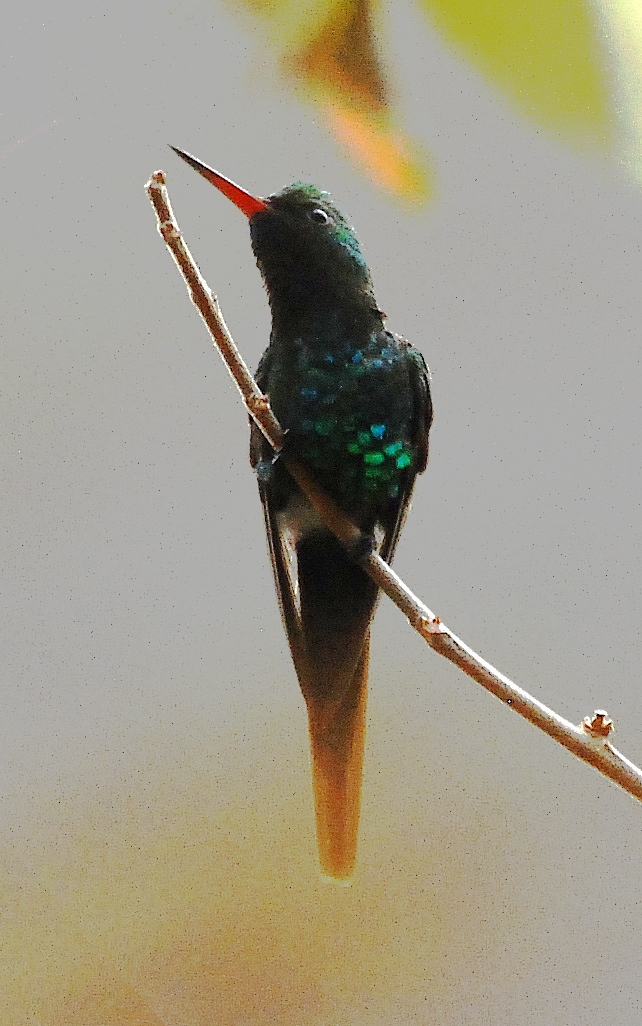
colibrí maragda cuaverd (Chlorostilbon alice).
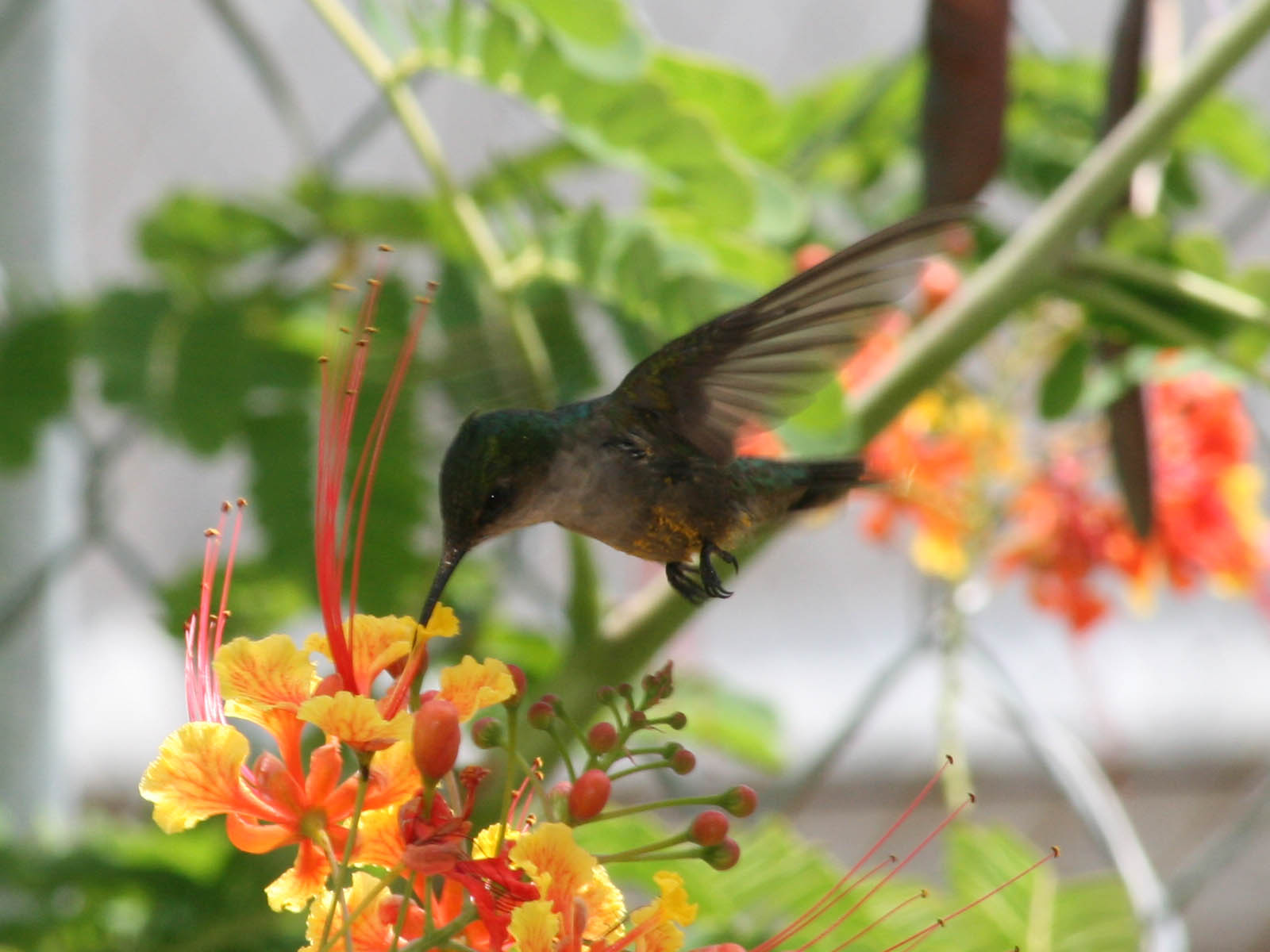
colibrí maragda de Panamà (Chlorostilbon assimilis).
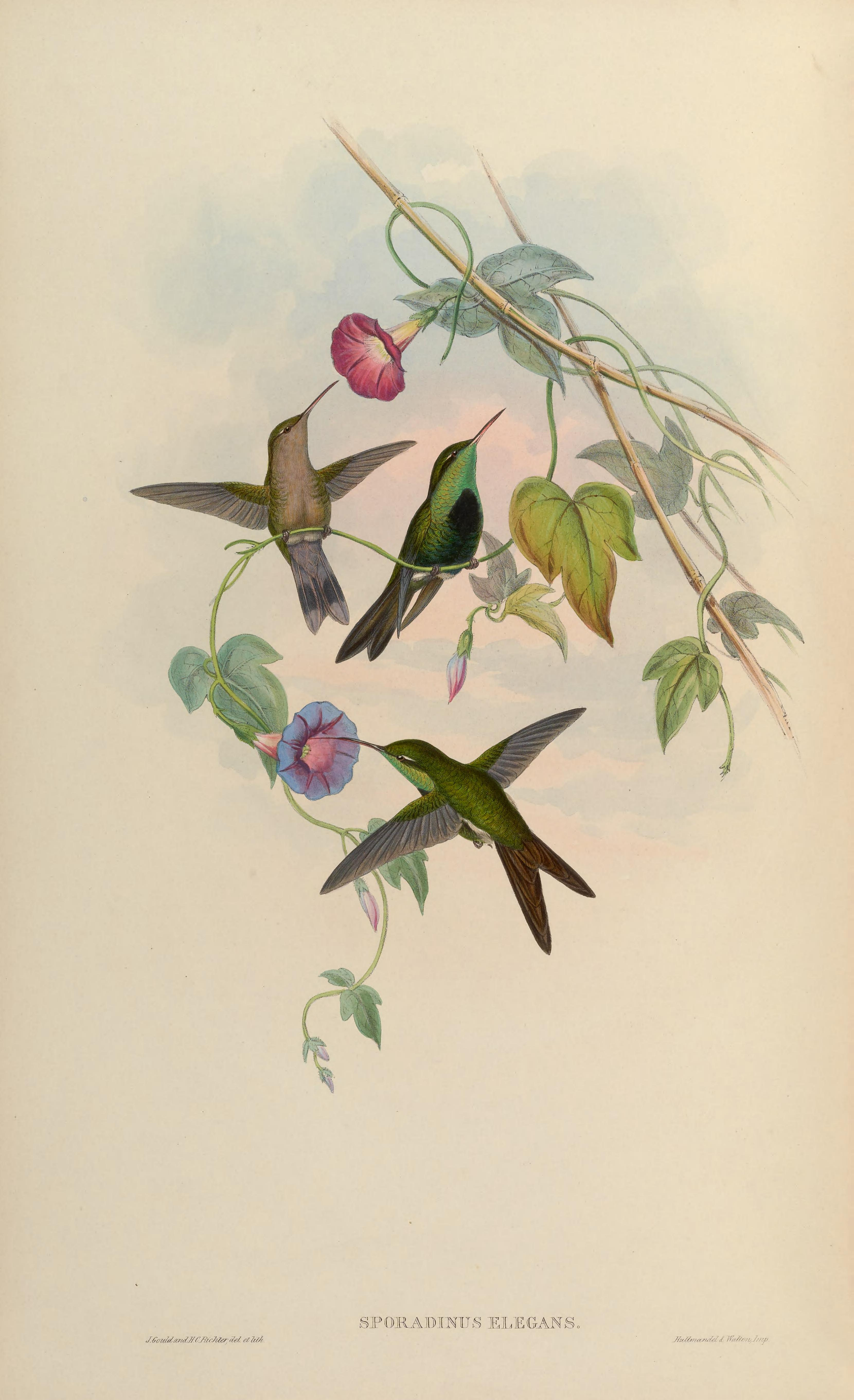
colibrí maragda de Gibson (Chlorostilbon gibsoni).
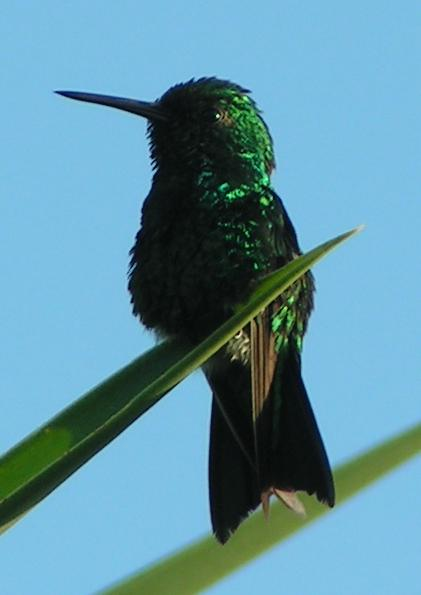
colibrí maragda ventredaurat (Chlorostilbon lucidus).
- colibrí maragda d'Olivares (Chlorostilbon olivaresi).
- colibrí maragda cuacurt (Chlorostilbon poortmani).
- colibrí maragda bronzat (Chlorostilbon russatus).
- colibrí maragda cuafí (Chlorostilbon stenurus).
- colibrí maragda occidental (Chlorostilbon melanorhynchus)
- colibrí maragda cuablau (Chlorostilbon mellisugus).